# Besleria mortoniana
Besleria mortoniana är en tvåhjärtbladig växtart som beskrevs av Julian Alfred Steyermark. Besleria mortoniana ingår i släktet Besleria och familjen Gesneriaceae. Inga underarter finns listade i Catalogue of Life.